# Sciurus ignitus
Lo scoiattolo della Bolivia (Sciurus ignitus Gray, 1867) è una specie di scoiattolo arboricolo del genere Sciurus originaria del Sudamerica.

## Tassonomia
Attualmente, gli studiosi riconoscono cinque sottospecie di scoiattolo della Bolivia:
- S. i. ignitus Gray, 1867 (Bolivia, corso superiore del rio Beni);
- S. i. argentinius Thomas, 1921 (Argentina, provincia di Jujuy);
- S. i. boliviensis Osgood, 1921 (Bolivia, dipartimento di Santa Cruz);
- S. i. cabrerai Moojen, 1958 (Brasile, Acre e Amazonas);
- S. i. irroratus Gray, 1867 (Perù, regione di Ucayali).

## Descrizione
Lo scoiattolo della Bolivia misura 36,9 cm, dei quali 17,8 costituiti dalla coda; pesa 240 g. Il dorso è di color marrone aguti e la coda è essenzialmente dello stesso colore, ma di toni più rossastri. I differenti gradi di colorazione rossastra sull'estremità dei peli della coda conferiscono a essa un aspetto quasi listato. Il ventre è color tan-rossastro. Il suo aspetto è molto simile a quello di altri scoiattoli neotropicali, come lo scoiattolo rosso dell'Amazzonia settentrionale (Sciurus igniventris) e quello dell'Amazzonia meridionale (Sciurus spadiceus).

## Distribuzione e habitat
Lo scoiattolo della Bolivia è presente prevalentemente sulle Ande della Bolivia e del Perù, ma verso sud si spinge fino alle estreme propaggini dell'Argentina nord-occidentale.
Vive nelle foreste, sia di pianura che di montagna, fino a 2600 m di quota; nella Provincia di Jujuy è stato osservato nelle foreste di ontano.

## Biologia
Sebbene sia abbastanza numeroso, questo animale non è mai stato studiato dettagliatamente, e sulla sua biologia non sappiamo pressoché nulla. Si ritiene, comunque, che le sue abitudini non si discostino molto da quelle degli altri scoiattoli di foresta sudamericani.

## Conservazione
Le notizie inerenti a questa specie sono così poche che la IUCN la inserisce tra quelle a status indeterminato.